# Pseudosaica florida
Pseudosaica florida är en insektsart som först beskrevs av Barber 1914.  Pseudosaica florida ingår i släktet Pseudosaica och familjen rovskinnbaggar. Inga underarter finns listade i Catalogue of Life.